# Ноксвиллский симфонический оркестр
Ноксвиллский симфонический оркестр (англ. Knoxville Symphony Orchestra) — американский симфонический оркестр, базирующийся в городе Ноксвилл, штат Теннесси.
Основан в 1935 году, является старейшим действующим оркестром на юго-востоке США. Первым дирижёром была Берта Уолбурн Клара (англ. Bertha Walburn Clark), возглавлявшая его до 1946 года. На профессиональный уровень выведен Дэвидом Ван Вектором, возглавлявшим оркестр на протяжении 26 лет с 1947 по 1973 год.

## Главные дирижёры
- Ламар Стрингфилд (1946—1947)
- Дэвид Ван Вектор (1947—1973)
- Арпад Йоо (1973—1977)
- Золтан Рожняи (1978—1984)
- Кёрк Тревор (1985—2003)
- Лукас Ричмен (2003—2015)[1]
- Арам Демрджан (с 2016)[2]